# Kongora (ort)
Kongora är en ort i Bosnien och Hercegovina.   Den ligger i entiteten Federationen Bosnien och Hercegovina, i den sydvästra delen av landet, 90 km väster om huvudstaden Sarajevo. Kongora ligger 923 meter över havet och antalet invånare är 952.
Terrängen runt Kongora är huvudsakligen kuperad, men åt nordväst är den platt.Närmaste större samhälle är Tomislavgrad, 11,7 km nordväst om Kongora. 
Omgivningarna runt Kongora är en mosaik av jordbruksmark och naturlig växtlighet. Runt Kongora är det ganska tätbefolkat, med 93 invånare per kvadratkilometer.